# Jake Weary
Jacob Allen Weary, lepiej znany jako Jake Weary (ur. 14 lutego 1990 w Trenton) – amerykański aktor filmowy i telewizyjny.

## Życiorys
Urodził się w Trenton w stanie New Jersey jako najmłodsze dziecko aktorki Kim Zimmer i aktora / producenta / reżysera Allena Cudneya „A.C.” Weary. Dorastał ze starszą siostrą Rachel (ur. 1982) i starszym bratem Maxem (ur. 1987). Chciał występować już od trzeciego roku życia.
W 2004 pojawił się na szklanym ekranie w jednym z odcinków serialu NBC Prawo i porządek: sekcja specjalna (Law & Order: Special Victims Unit). Wkrótce wystąpił w roli Luke’a Snydera w operze mydlanej CBS As the World Turns (2005), ale odszedł, gdy jego rodzice zdecydowali, że najlepiej będzie, gdy skupi się na szkole.

## Filmografia

### filmy fabularne
- 2010: Fred: The Movie jako Kevin
- 2011: Noc żywego Freda jako Kevin
- 2012: Fred: Obóz obciachu jako Kevin
- 2014: Coś za mną chodzi jako Hugh / Jeff
- 2014: Zombeavers jako Tommy

### seriale TV
- 2004: Prawo i porządek: sekcja specjalna jako Shane Madden
- 2004: Listen Up! jako Slacker Kid
- 2005: Prawo i porządek: Zbrodniczy zamiar jako Tim Stenton
- 2005: As the World Turns jako Luke Snyder
- 2009: Szpital Three Rivers jako T.J. Russo
- 2012: Zdaniem Freda! jako Kevin
- 2014: Stalker jako Bobby Hughes
- 2014: Chicago Fire jako Vince Keeler
- 2014–2015: Słodkie kłamstewka jako Cyrus Petrillo
- 2016-2022: Królestwo zwierząt jako Deran Cody

## Dyskografia

### mini-albumy
| Rok  | Tytuł          |
| ---- | -------------- |
| 2011 | Agendas        |
| 2012 | Tones          |
| 2016 | Untitled Debut |